# Кастро дей Волши
Ка̀стро дей Во̀лши (на италиански: Castro dei Volsci, на местен диалект Casc'trë, Кащръ) е малко градче и община в Централна Италия, провинция Фрозиноне, регион Лацио. Разположено е на 385 m надморска височина. Населението на общината е 4849 души (към 2013 г.).